# Euphorbia ingens
Euphorbia ingens  es una especie fanerógama perteneciente a la familia de las euforbiáceas. Es endémica de las regiones tropicales del sur de África.

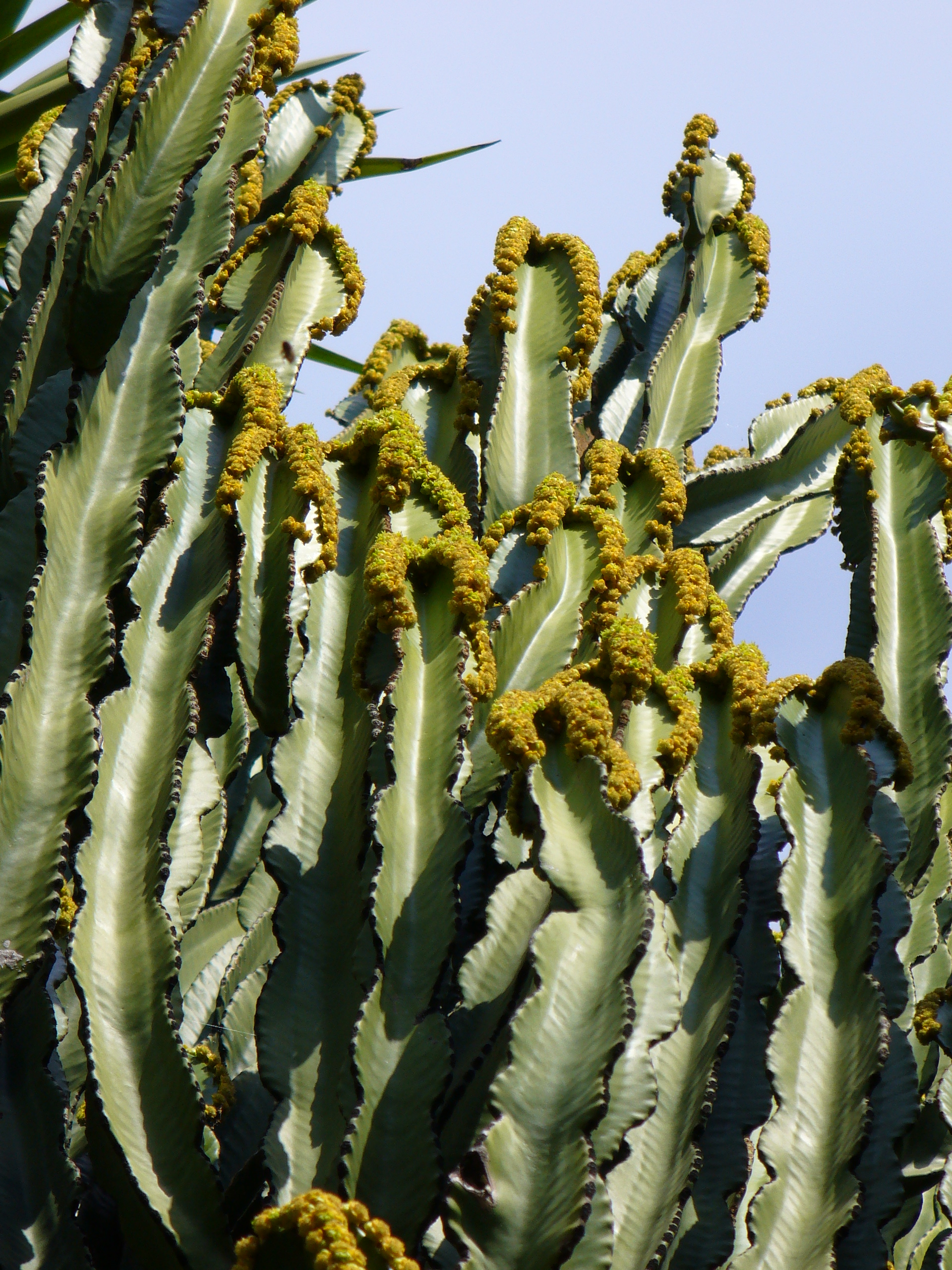
Detalle de las ramas

## Descripción
Es un árbol espinoso suculento con un tronco corto principal ramificado libremente inicialmente muy bajo, lo que da lugar, generalmente, a la forma candelabriforme de la corona individual de las ramas.

## Ecología
Se encuentra en las colinas rocosas, montículos de termitas, también en arcillas aluviales (que da resultados de diferencias básicas entre las muestras con estos dos hábitats diferentes); a una altitud de 10-1600 metros.
Fácil de cultivar, con las formas con colas monstruosas conocidas. Ahora oficialmente se agrupan bajo el nombre erróneo E. candelabrum var. candelabrum.
Es la especie más grande de Euphorbia y probablemente la más fotografiada; enorme árbol, puede llegar a pesar varias toneladas en la madurez y es una característica dominante del paisaje. Descrito en 1834. Alcanza un tamaño de hasta 15 m de altura. Cercana de Euphorbia candelabrum.

## Taxonomía
Euphorbia ingens fue descrita por E.Mey. ex Boiss. y publicado en Prodromus Systematis Naturalis Regni Vegetabilis 15(2): 87. 1862.
Etimología
Euphorbia: nombre genérico que deriva del médico griego del rey Juba II de Mauritania (52 a 50 a. C. - 23), Euphorbus, en su honor – o en alusión a su gran vientre –  ya que usaba médicamente Euphorbia resinifera. En 1753 Carlos Linneo asignó el nombre a todo el género.
ingens: epíteto latino que significa "enorme".
Sinonimia
- Euphorbia similis A.Berger (1907 publ. 1906).[6][7]